# Добриана Рабаджиева
Добриана Рабаджиева е българска национална състезателка по волейбол. Родена е на 14 юни 1991 година в село Годлево, Разложко.

## Клубна кариера
Започва в Пирин (Разлог). От 2005 година отива в „ЦСКА“, където изкарва 6 сезона. През 2010 година преминава в италианския Спес (Конеляно), където треньор и е Драган Нешич. От следващия сезон преминава в Рабита (Баку, Азербайджан). С тях печели през 2012 година световния клубен шампионат и европейската шампионска лига. През 2013 година преминава в Галатасарай (Истанбул, Турция). От 2015 до 2017 година играе във Волеро (Цюрих, Швейцария). През 2017 година се връща в Галатасарай (Истанбул, Турция). През 2020 година става най-добрата посрещачка в света, деветата най-добра волейболистка в света, петата най-добра в Европа и третата на Балканите, след сръбската Тияна Бошкович и турската Зехра Гюнеш.

## Национален отбор
Поканена е в националния отбор през сезон 2009/10 от Драган Нешич.

## Постижения

### Клубни
- Първенство на България 2010 –  шампион с ЦСКА;
- Първенство на Азербайджан 2012 –  шампион с Рабита (Баку);
- Първенство на Азербайджан 2013 –  шампион с Рабита (Баку);
- Световно клубно първенство 2011 –  шампион с Рабита (Баку, Азербайджан);
- Световно клубно първенство 2012 –  вицешампион с Рабита (Баку, Азербайджан);
- Шампионска лига (жени) 2012 –  вицешампион с Рабита (Баку, Азербайджан);
- Първенство на Швейцария 2015 –  шампион с Волеро (Цюрих, Швейцария);
- Първенство на Швейцария 2016 –  шампион с Волеро (Цюрих, Швейцария);
- Първенство на Швейцария 2017 –  шампион с Волеро (Цюрих, Швейцария);

### Национален отбор
- Европейска волейболна лига 2012 –  вицешампион
- Европейска волейболна лига 2013 –  трето място